# Epoch (film)
Epoch è un film fantascientifico del 2001 diretto dal regista Matt Codd.

## Trama
Un enorme monolite riaffiora dalle profondità della Terra, dove precedentemente, tantissimi anni addietro, si era posizionato. Nel frattempo tutte le apparecchiature elettroniche del mondo subiscono malfunzionamenti che portano molti scienziati ad iniziare ad investigare sull'accaduto, conducendoli alla scoperta del monolite.
La storia vede Rand, uno specialista in armamenti e Kasia, consigliere scientifico del Presidente degli Stati Uniti, alle prese con le loro ricerche in Cina, ai confini con l'Himalaya, sede del monolite.
In seguito scopriranno che il monolite prende il nome di "Torus" e che risulta essere una minaccia per l'intera umanità poiché esso racchiude i segreti dell'evoluzione della vita, nonché del DNA del genere umano. A seguito dell'allarme lanciato dagli scienziati, il Torus stesso si allontanerà nello spazio, risparmiando così la Terra.

## Seguito
Epoch: Evolution è il sequel prodotto nel 2003 e diretto dal regista Ian Watson 